# Ocydromia longicornis
Ocydromia longicornis är en tvåvingeart som först beskrevs av Frey 1953. Ocydromia longicornis ingår i släktet Ocydromia och familjen puckeldansflugor.
Artens utbredningsområde är Myanmar. Inga underarter finns listade i Catalogue of Life.